# Майкы-бий
Майкы́-бий, Байку Хушин, Хушидай Байку (баш. Майҡы-бей, каз. Майқы-би, тат. Майка-бий, اويشين مايقي بي) — легендарный предок некоторых казахских, татарских и башкирских племён. Предводитель башкирского племени Табын. Темник в армии Чингисхана. Чингисхан отдал его Джучи вместе с войском; он командовал правым крылом войска Бату.

## Майкы-бий в генеалогиях и преданиях
Майкы-бий стоит у истоков родо-племенных генеалогий башкирских табынцев и ирэктинцев. К Майкы-бию ведут родословную табынские казахи и все казахи Старшего Жуза. Старший Жуз в большинстве считают себя потомками уйсунов, генеалогия казахов Старшего Жуза, воссозданная по преданиям Ч.Валихановым, выглядит, если отбросить боковые линии, так: Тобей->Уйсун-Майкы. В генеалогиях, опубликованных Т. А. Жданко, узбеки и каракалпаки представлены родственными народами, так как у них общий предок — Майкы-бий. В предании, записанном в Кунгратском районе Каракалпакстана, дана генеалогическая схема, в которой Майкы-бий показан общим предком четырёх народов: узбеков, каракалпаков, казахов и ногайцев. В составе узбеков, каракалпаков и ногайцев родо-племенных групп с этнонимом табын нет. Майкы-бий у этих народов считается родоначальником главным образом тех образований, которые имеют названия уйшин, ушин, уйшун, уйсун, усунь. Племя уйшун входило в состав кочевых узбеков, а затем — зеравшанских узбеков. Род уйшун-митан зафиксирован также в составе каракалпаков. Родо-племенные образования сары-уйсунь, усон имеются в составе киргизов. Племя сары-усунь — одно из крупных образований казахов Старшего Жуза.
Столь огромное число генеалогий среди разных народов, возводящих своё начало к Майкы-бию — объясняется тем, что Майкы был знатным и известным темником.

### Башкирские генеалогии
- Уйшин-Ташбуга-Сыра бий-Айдыр бий-Тумен бий…- его сын — Уйшин Майкы бий.
- Сыновья Майкы-бия:
- Сура бий (Кара Табынцы), Илек бий (Ирэкте Кара Табынцы), Солтан бий (западные табынцы).

#### Совпадение имён в шежере табынских башкир с именамикараханидскихханов
Основателем династии караханидов был Кара-хан, который, по рассказу Ибн аль-Асира, первым принял ислам. Сыном Кара-хана был Богра-хан, его преемником Илек-хан — в начале XI в. наиболее упорный распространитель ислама среди тюрков-язычников. Массовое обращение тюрков в Ислам произошло в 1043 г., когда 10 000 шатров кочевников приняли ислам (Ибн аль-Асир) и в праздник курбана закололи 20 000 голов скота (Бартольд, 1964, стр. 290).
Имена караханидов с поразительной закономерностью сохранились в шежере кара-табынцев, в которых, однако, произошли обычные для источников этого типа хронологические смещения: поздние, и потому более яркие реальные личности (Майкы-бий), оказались на вершине генеалогии, а ранние, полулегендарные и забываемые, — их потомками. В генеалогии башкирских кара-табынцев сыном Майкы-бия является Илек-бий, его потомком — Булга (Богра) или Булгаир-бий, а его сыном — Кара-Газиз (Кара-хан) который, по словам летописца, стал основателем кара-табынского рода (БШ, стр. 165). Эпитет «газиз» (святой) указывает на принятие Кара-Газизом — «родоначальником» кара-табынцев — ислама, подобно его прототипу — Кара-хану. Судя по этим аналогиям, в составе 10 000 шатров, упоминаемых Ибн аль-Асиром, были табынцы, так как «эти тюрки летом кочевали по соседству с землей болгар, зимой — около Баласагуна» (Бартольд, 1964 стр. 290).
Уже тогда, в середине XI в., некоторые родовые группы табыно-усуньских образований могли оставаться на территории «по соседству с землей булгар»… К этому же периоду истории восходит, очевидно, этноним илекаймагы (род илека), зафиксированный у табынцев дважды.
— Кузеев Р.Г. Происхождение башкирского народа. М., Наука, 1974, С.252-265.
10 тысяч шатров это другими словами — тумен, в шежере табынских башкир Тумен упоминается в качестве предка Майкы-бия.
Принятие ислама в 1043 г. десятитысячным войском караханидов — имеет отношение и к этнониму 'табын', так как табын означает на тюркских языках — 'молиться, поклоняться Богу' (табыныу).

#### Башкирские предания
В кара-табынском шежере о Майкы-бие говорится: «…имя его Уйшин Майкы-бий». Правнуком Майкы-бия был Кара-табын-бий (другое имя Кара-Газиз), который и дал якобы начало кара-табынскому роду.
В одном из башкирских шежере указано имя предка Майкы-бия — Төмән-би (Тумен-бий).
Майкы-бий получил от Чингисхана, согласно преданиям и шежере табынских башкир, страну (ил), птицу — орла-стервятника, дерево—лиственницу, уран —салават. Реальный смысл предания в том, что Майкы-бий был в числе покоренных или, вероятнее, покорившихся монголам степных владетелей, получивших от завоевателей подтверждение прежним привилегиям. Впрочем, об этом имеется прямое сообщение средневекового хрониста: Майкы-бий, «принеся подарки Чингисхану, стал его спутником, ездил вместе с Чингисханом в одной повозке».

### Казахские генеалогии
У Майкы было два сына — Ойсыл и Уйсуль. Уйсуль — предок большинства племен Старшего Жуза казахов, Ойсыл — предок казахов племени Сиргели. В другой казахской генеалогии потомками Майкы-бия показаны Абак (Аксакал) и Бахтияр, Абак прародитель родов ысты, шапырашты, ошакты, сарыуйсин, албан, дулат.

#### Казахские предания
Генеалогия казахских табынцев также восходит к Уйсин или Уйсун Майкы-бию. Некоторые казахские исследователи появление этого эпитета приписывают влиянию усуней на предков табынцев.
В начале XX в. у казахских табынцев Г. Н. Потаниным записана легенда об избрании Чингисхана в темники: «Чингисхан, когда был ребёнком, убежал вверх по реке Керулен на Алтае. Двенадцать биев во главе с Майкы пошли искать его, чтобы убедить стать ханом. Наконец, нашли Чингиса, построили телегу, в которую впряглись 11 биев, а Майкы-бий сел рядом с ханом и стал первым бием».
Казахские табынцы Малого Жуза свою генеалогию также возводят к Майкы-бию.

### Каракалпакские генеалогии

#### Каракалпакские предания
В предании, записанном К. Л. Задыхиной в 1947 г. в Кунгратском районе Каракалпакии, Майкы-бий также назван потомком Тумена.

### Кумыкскиеи ногайские генеалогии

#### Кумыкские и ногайские предания
Н. Ходнев считал асов прямыми предками кумыкского рода тюмен, который согласно ногайскому родословному преданию XIX в. имел общего предка с ногайским родом уйсун, по имени Майкы-Бий.

## Тумен
Сопоставление имени предка Майкы-бия — Тумена с Бумын-каганом, — является не более чем красивой легендой. В действительно антропоним Тумен указывает на то что Майкы-бий был эмиром, возглавлявшим тумен, то есть войско в 10 тыс. человек, следовательно в предании мы имеем смешение военного термина 'тумен' — с именем предка Майкы-бия.

## Личность Майкы-бия
Согласно Б. Б. Ирмуханову, с большой долей уверенности можно утверждать, что Майкы бий есть не кто иной, как тысячник Чингисхана Байку Ноян из монгольского племени хушин (ушин). Как пишет М. К. Жабагин, согласно шежере предком уйсунов является Майкы-бий из монгольского племени ушин (хушин). По сведениям Рашид ад-Дина, Майкы-бий был соратником Чингисхана, поэтому приставлен к сыну Джучи как один из карачи-беков с целью помогать управлять улусом (территорией и людьми).
Отцом Майкы-бия, согласно шежере, был Уйсун. Как считал М.-Х. Сулейманов, Уйсуна следует отождествлять со старцем Усуном из племени баарин, родственником Чингисхана и одним из его главных советников. Подобного мнения также придерживаются Ж. М. Сабитов и Н. Б. Баймуханов. Также есть легенда об потомке Каратабын-бия, Исян-хане. Который возможно являлся внуком Майкы-бия.
Как предполагал Сабитов, у реально существовавшего Майкы-бия (нойона Байку) не было сыновей. А возведение генеалогии к нему является следствием того, что у него было много пасынков и усыновленных детей. Майкы-бий, «уходя на пенсию», просит Бату поставить на свое место своего пасынка Ельдеке из рода джурьят. Эта просьба, согласно мнению Сабитова, звучит довольно странно, ведь если бы у Майкы-бия были бы родные сыновья, то, скорее всего, он бы просил, чтобы они унаследовали его должность.
Р. Г. Кузеев считал, что Майкы-бий был в числе покорённых или, вероятнее, покорившихся монголам степных владетелей, получивших от завоевателей подтверждение прежним привилегиям.

## Этногенез уйсунов и табынов на основе генетических данных
Принадлежность башкирских табынов и ирэктинцев к гаплогруппе R1a, а казахских табынов и уйсунов к гаплогруппам С3 и J2a1 — подтвердил разноэтничный состав средневековых уйсунов. Часть уйсунских родов такие как каратабын, каракалпак были R1a, другие рода — сарытабын и сарыуйсуны были из J2 и С3. Схожее деление на черные (кара) и желтые рода (сары) — было и у древних тюргешей.